# Steven Erikson
Ne doit pas être confondu avec Steve Erickson.
 (avril 2023).
La mise en forme du texte ne suit pas les recommandations de Wikipédia : il faut le « wikifier ».
Les points d'amélioration suivants sont les cas les plus fréquents. Le détail des points à revoir est peut-être précisé sur la page de discussion.
- Les titres sont pré-formatés par le logiciel. Ils ne sont ni en capitales, ni en gras.
- Le texte ne doit pas être écrit en capitales (les noms de famille non plus), ni en gras, ni en italique, ni en « petit »…
- Le gras n'est utilisé que pour surligner le titre de l'article dans l'introduction, une seule fois.
- L'italique est rarement utilisé : mots en langue étrangère, titres d'œuvres, noms de bateaux, etc.
- Les citations ne sont pas en italique mais en corps de texte normal. Elles sont entourées par des guillemets français : « et ».
- Les listes à puces sont à éviter, des paragraphes rédigés étant largement préférés. Les tableaux sont à réserver à la présentation de données structurées (résultats, etc.).
- Les appels de note de bas de page (petits chiffres en exposant, introduits par l'outil «  Source ») sont à placer entre la fin de phrase et le point final[comme ça].
- Les liens internes (vers d'autres articles de Wikipédia) sont à choisir avec parcimonie. Créez des liens vers des articles approfondissant le sujet. Les termes génériques sans rapport avec le sujet sont à éviter, ainsi que les répétitions de liens vers un même terme.
- Les liens externes sont à placer uniquement dans une section « Liens externes », à la fin de l'article. Ces liens sont à choisir avec parcimonie suivant les règles définies. Si un lien sert de source à l'article, son insertion dans le texte est à faire par les notes de bas de page.
- La présentation des références doit suivre les conventions bibliographiques. Il est recommandé d'utiliser les modèles {{Ouvrage}}, {{Chapitre}}, {{Article}}, {{Lien web}} et/ou {{Bibliographie}}. Le mode d'édition visuel peut mettre en forme automatiquement les références.
- Insérer une infobox (cadre d'informations à droite) n'est pas obligatoire pour parachever la mise en page.

Pour une aide détaillée, merci de consulter Aide:Wikification.
Si vous pensez que ces points ont été résolus, vous pouvez retirer ce bandeau et améliorer la mise en forme d'un autre article.
Œuvres principales
- Le Livre des Martyrs

Steven Erikson, de son vrai nom Steve Rune Lundin, né le 7 octobre 1959 à Toronto en Ontario, est un romancier et nouvelliste canadien de fantasy et de science-fiction.

## Biographie
Steven Erikson est né le 7 octobre 1959 à Toronto au Canada. Il a grandi à Winnipeg, puis a déménagé en Angleterre avec sa femme et son fils, avant de revenir enfin au Canada. Steven Erikson a suivi des études d'archéologie et d'anthropologie qui constituent pour lui une source majeure d'inspiration aux côtés de l'Iliade.

## Regards sur l'œuvre
Son premier roman de fantasy, Les Jardins de la Lune, constitue le premier tome de la décalogie Le Livre des Martyrs. Il a travaillé sur ce projet en collaboration avec Ian C. Esslemont. Steven Erikson a explicitement déclaré qu'il aimait jouer avec les conventions de la fantasy et les renverser, en présentant des personnages qui violent les stéréotypes associés à leur rôle.

## Traduction
La traduction en français du Livre des martyrs, interrompue en 2008 au bout de deux volumes, a été reprise depuis le début par les éditions Leha à partir de mai 2018, à l'occasion des Imaginales, auxquelles Steven Erikson a participé. Selon leur dirigeant, les éditions Leha prévoient un rythme de parution de deux volumes par an en respectant le découpage original de l'œuvre. En 2022, les dix livres de la saga principale sont traduits et publiés en français. 

## Œuvre

### Cycle malazéen

#### SérieLe Livre des Martyrs
La série a tout d'abord été éditée sous le titre Le Livre malazéen des glorieux défunts par les éditions Buchet/Chastel puis Calmann-Lévy pour les deux premiers tomes. Les éditions Leha rééditent la série à partir de mai 2018 sous le titre Le Livre des Martyrs.
1. Les Jardins de la Lune, Buchet/Chastel, 2001 ((en) Gardens of the Moon, 1999), trad. Marie-Christine Gamberini, 592 p.  (ISBN 2-283-01840-4)Réédition, Calmann-Lévy, 2007, 592 p. (ISBN 978-2-7021-3778-9) ; réédition Leha, 2018, trad. Emmanuel Chastellière, 640 p. (ISBN 979-10-97270-19-3) ; réédition, Le Livre de poche, coll. « Imaginaire » no 36343, 2022, 1 024 p. (ISBN 978-2-253-24231-4)
2. Les Portes de la Maison des Morts, Leha, 2018 ((en) Deadhouse Gates, 2000), trad. Nicolas Merrien, 896 p.  (ISBN 979-10-97270-24-7)Réédition, Le Livre de poche, coll. « Imaginaire » no 36613, 2022, 1 344 p. (ISBN 978-2-253-24232-1)
  1. Les Portes de la Maison des morts, Calmann-Lévy, 2008, trad. Minos Hubert, 396 p.  (ISBN 978-2-7021-3779-6)
  2. La Chaîne des chiens, Calmann-Lévy, 2008, trad. Minos Hubert, 464 p.  (ISBN 978-2-7021-3874-8)
3. Les Souvenirs de la glace, Leha, 2019 ((en) Memories of Ice, 2001), trad. Nicolas Merrien, 1150 p.  (ISBN 979-10-97270-32-2)Réédition, Le Livre de poche, coll. « Imaginaire » no 36729, 2023, 1 440 p. (ISBN 978-2-253-24233-8)
4. La Maison des Chaînes, Leha, 2019 ((en) House of Chains, 2002), trad. Nicolas Merrien, 950 p.  (ISBN 979-10-97270-38-4)Réédition, Le Livre de poche, coll. « Imaginaire » no 37312, 2023, 1 312 p. (ISBN 978-2-253-24234-5)
5. Les Marées de minuit, Leha, 2020 ((en) Midnight Tides, 2004), trad. Nicolas Merrien, 900 p.  (ISBN 979-10-97270-45-2)Réédition, Le Livre de poche, coll. « Imaginaire » no 37448, 2024, 1 184 p. (ISBN 978-2-253-24235-2) - Chronologiquement situé avant Les Jardins de la lune
6. Les Osseleurs, Leha, 2020 ((en) The Bonehunters, 2006), trad. Emmanuel Chastellière, 1017 p.  (ISBN 979-10-97270-54-4)Réédition, Le Livre de poche, coll. « Imaginaire » no 37740, 2024, 1 408 p. (ISBN 978-2-253-24236-9)
7. Le Souffle du Moissonneur, Leha, 2021 ((en) Reaper's Gale, 2007), trad. Emmanuel Chastellière, 1200 p.  (ISBN 979-10-97270-71-1)Réédition, Le Livre de poche, coll. « Imaginaire » no 37878, 2025, 1 440 p. (ISBN 978-2-253-24237-6)
8. La Rançon des molosses, Leha, 2022 ((en) Toll the Hounds, 2008), trad. Nicolas Merrien, 1184 p.  (ISBN 979-10-97270-95-7)
9. La Poussière des rêves, Leha, 2022 ((en) Dust of Dreams, 2009), trad. Emmanuel Chastellière, 1088 p.  (ISBN 978-2-493-40513-5)
10. Le Dieu Estropié, Leha, 2022 ((en) The Crippled God, 2011), trad. Nicolas Merrien, 1200 p.  (ISBN 978-2-493-40527-2)

#### SérieThe Kharkanas Trilogy
1. (en) Forge of Darkness, 2012
2. (en) Fall of Light, 2016
3. (en) Walk in ShadowÀ paraître

#### SérieWitness
1. (en) The God Is Not Willing, 2021
2. (en) No Life Forsaken, 2025À paraître le 28 octobre 2025

#### Romans courts
- (en) Blood Follows, 2002
- (en) The Healthy Dead, 2004
- (en) The Lees of Laughter’s End, 2007
- (en) Crack’d Pot Trail, 2009
- (en) The Wurms of Blearmouth, 2012
- (en) The Fiends of Nightmaria, 2016

### SérieWillful Child
1. (en) Willful Child, 2014
2. (en) Wrath of Betty, 2016
3. (en) The Search for Spark, 2018

### Romans indépendants

#### Sous son identité
- Réjouissez-vous, L'Atalante, coll. « La Dentelle du cygne », 2019 ((en) Rejoice, 2018), trad. Patrick Couton, 336 p.  (ISBN 979-10-360-0003-4)

#### Sous le nom de Steve Ludin
- (en) This River Awakens, 1998
- (en) Fishin' with Grandma Matchie, 2004
- (en) When She's Gone, 2004

## Musique
Le groupe de Black Metal Caladan Brood porte le nom d'un des personnages du Cycle malazéen et s'est inspiré de ses œuvres pour l'écriture de l'album Echoes of Battle.